# Seseli defoliatum
Seseli defoliatum är en flockblommig växtart som beskrevs av Carl Friedrich von Ledebour. Seseli defoliatum ingår i släktet säfferötter, och familjen flockblommiga växter. Inga underarter finns listade i Catalogue of Life.